# Nico Roozen
Nicolaas Josephus Maria Roozen, detto Nico (Heemskerk, 22 aprile 1953), è un economista olandese, noto per aver lanciato nel 1988, in collaborazione con Frans van der Hoff e l'organizzazione interconfessionale di sviluppo Solidaridad, Max Havelaar, la prima iniziativa di certificazione del commercio equo e solidale..
Roozen ha svolto un ruolo chiave nel convincere diversi grandi rivenditori nei Paesi Bassi a offrire prodotti equo-solidali, portando conseguentemente al successo commerciale la certificazione Fairtrade. Per questo suo apporto il 25 ottobre 2007 è stato insignito dell'onorificenza di Ufficiale dell'Ordine di Orange-Nassau per gli anni di dedizione al commercio equo e solidale.
Nel 1996, Roozen ha lanciato AgroFair, la prima azienda di frutta equo-solidale in Europa.
Fino al 2019 Roozen ha ricoperto l'incarico di direttore esecutivo dell'agenzia di sviluppo Solidaridad, venendo eletto e mantenendo in seguito la carica di presidente onorario della stessa organizzazione.

## Opere
- Nico Roozen e Frans van der Hoff, Max Havelaar, traduzione di Suzan Janssen, Feltrinelli, 2003, ISBN 9788807170799.